# Kevin Skinner (rugbysta)
Kevin Skinner (ur. 24 listopada 1927 w Dunedin, zm. 20 lipca 2014 w Auckland) – nowozelandzki rugbysta występujący na pozycji filara młyna, reprezentant kraju oraz bokser, mistrz Nowej Zelandii w wadze ciężkiej, działacz sportowy.
Podczas nauki w St Kevin's College w Oamaru grał w szkolnej drużynie rugby, także jako kapitan. W seniorskiej drużynie Pirates Football Club zadebiutował w wieku siedemnastu lat i grał w niej na pozycji wspieracza. Został powołany do regionalnego zespołu Otago, z którym zdobył i bronił Ranfurly Shield, a ze względu na konkurencję ze strony Charlesa Willocksa i Lestera Harveya przeszedł do pierwszej linii młyna.
Znalazł się wówczas w orbicie zainteresowania selekcjonerów kadry – uczestniczył w spotkaniach reprezentacji Wyspy Południowej oraz sprawdzianach nowozelandzkiej reprezentacji, debiut w barwach All Blacks zaliczając podczas tournée do RPA w 1949 roku. W kolejnych latach stał się ostoją pierwszej linii młyna, w 1952 roku został także kapitanem zespołu, a karierę reprezentacyjną postanowił zakończyć w 1954 roku, by zająć się prowadzeniem sklepu spożywczego.
W 1956 roku przeprowadził się do Waiuku, gdzie grał dla lokalnego klubu Waiuku District RFC oraz regionu Counties Manukau. Gdy w meczach ze Springboks kontuzjowani zostali Mark Irwin i Francis McAtamney, został ściągnięty do kadry na dwa kończące serię testmecze, a jego postawa w tych spotkaniach dała Nowozelandczykom wygrane.
W reprezentacji kraju rozegrał łącznie sześćdziesiąt trzy spotkania, w tym dwadzieścia testmeczów, pobił tym samym długoletni rekord Maurice’a Brownlie w liczbie występów dla All Blacks.
W ramach utrzymywania formy uprawiał także boks, a pomimo sukcesów nie zdecydował się na przejście na zawodowstwo. W 1946 roku został mistrzem regionu w wadze ciężkiej, rok później zdobył zaś mistrzostwo Nowej Zelandii. Kolejnym rugbystą, który dokonał tego wyczynu, był Sonny Bill Williams sześćdziesiąt pięć lat później.
Zajmował się także pracą trenerską, był również działaczem – prezydentem New Zealand Barbarian Rugby Club.
Był jednym z inauguracyjnej dziesiątki przyjętej do Otago Rugby Hall of Fame.